# Neuville-sur-Escaut
Neuville-sur-Escaut é uma comuna francesa na região administrativa de Altos da França, no departamento do Norte. Estende-se por uma área de 4.74 km². Em 2010 a comuna tinha 2 711 habitantes (densidade: 571,9 hab./km²).